# Вікторія Вантох
Вікторія Вантох (англ. Victoria Vantoch; нар. 30 січня 1974, Рівердейл, Іллінойс, США) — американська журналістка та відома наукова діячка.

## Життєпис
Вона отримала свою освіту в окрузі Колумбія, і є бакалавром антропології. Деякий час вона відвідувала лекції в Оксфордскому університеті як запрошений студент. Вікторія пише статті в відомі національні друковані видання Америки.
На її рахунку вже близько 45 робіт, тематика яких охоплює відносини між чоловіком і жінкою, сексуальність і привабливість, масову культуру і новітні технології. Вікторія — відвертий автор. У 2007 році вона презентувала широкій публіці власну книгу про те, як побудувати ідеальні відносини втрьох («The threesome handbook»). Була удостоєна різних американських престижних стипендій та нагород. Вікторія також є продюсером і сценаристом короткометражних фільмів у такому жанрі як комедія та жах.

### Продюсер
- TSA America: Yeah, But Is It Ticking? (2014)
- TSA America: Suspicious Bulges (2014)
- TSA America: Just Relax (2013)
- Опасный незнакомец (видео, 2010)

### Сценарист
- TSA America: Yeah, But Is It Ticking? (2014)
- TSA America: Suspicious Bulges (2014)
- TSA America: Just Relax (2013)

## Сім'я
Дружина Міши Коллінза, фото якої є навіть в його шкільному альбомі, зустрічається з актором з ранніх років. Вона також стала відмінним другом Дженсену Еклз і Джареду Падалекі, які разом з її чоловіком знімаються в популярному серіалі «Надприродне». З 2002 року її повсякденне життя стало заповнюване не тільки науковою діяльністю, а й сім'єю. У 2010 році вона народила сина, якого назвали Вест Анаксимандр Коллінз. Це дуже допитливий малюк, який любить тварин. У нього самого є дві черепахи — Drydraluxlaloud і Bony Brit. 25 вересня 2013 року сімейна пара стала батьками вдруге. У них народилася дочка, якій дали дуже красиве ім'я — Мейсон Мері Коллінз.